# Photinopteris acuminata
Photinopteris acuminata là một loài thực vật có mạch trong họ Polypodiaceae. Loài này được (Willd.) C.V. Morton miêu tả khoa học đầu tiên năm 1963.